# Koolasuchus cleelandi
Koolasuchus (il cui nome significa "coccodrillo di Kool") è un genere estinto di anfibio brachiopoide temnospondilo, apparente alla famiglia dei Chigutisauridae, vissuto nel Cretaceo inferiore, circa 120 milioni di anni fa (Aptiano), in Australia. Questo grande anfibio è anche il più recente temnospondilo noto. Il Koolasuchus è noto da diversi frammenti del cranio e altre ossa, come vertebre, costole, e alcuni elementi pettorali. La specie tipo K. cleelandi fu descritta e nominata da Lesley Kool, nel 1997.

## Descrizione
Koolasuchus era un temnospondilo acquatico di grande dimensioni: le stime parlano di una lunghezza complessiva di circa 4-5 metri (13-16 piedi), per una massa stimata fino a 500 chilogrammi (1.100 libbre). Sebbene i resti di questo animale siano perlopiù frammentari, il cranio, probabilmente, era lungo 65 centimetri (26 in), e come la maggior parte dei chigutisauridi, aveva una forma ampia, arrotondata e schiacciata, e le corna tabulari sporgevano dal retro del cranio. A giudicare dalle membra deboli e dalla coda relativamente breve e debole, è probabile che l'animale si spostasse in acqua facendo ondeggiare la sua grande testa scivolando in acqua, come la moderna salamandra gigante giapponese.

## Classificazione
Koolasuchus è un anfibio temnospondilo, in particolare esso è classificato come appartenente alla famiglia dei Chigutisauridae, una famiglia di estinta evolutasi durante il Triassico inferiore, per poi estinguersi nel Cretaceo inferiore. Tra tutti i suoi componenti Koolasuchus è il genere più recente.

## Storia della scoperta
La specie tipo Koolasuchus cleelandi fu descritta nel 1997, dopo essere stata ritrovata nel Gruppo delle Strzelecki, della Formazione Wonthaggi, a Victoria, Australia. L'olotipo dell'animale è costituito da quattro frammenti della mandibola e diverse ossa postcraniali, tra cui alcune costole, vertebre, un perone e parti del cingolo pettorale. Negli anni prima della sua descrizione ufficiale furono ritrovate varie ossa che furono poi assegnate al genere: per esempio nel 1978, in un sito fossile conosciuto come il Punch Bowl vicino alla città di San Remo, venne ritrovata una mandibola. Nel 1989 nella vicina spiaggia di Rowell vennero rinvenuti numerosi fossili frammentari. È stato rinvenuto anche un cranio parziale, che tuttora non è stato pienamente preparato. Koolasuchus cleelandi è stato denominato nel 1997. Il nome generico, Koolasuchus, fa riferimento al paleontologo Lesley Kool, che per primo descrisse il fossile. Inoltre il suo nome è anche un gioco di parole sulla parola inglese "cool" ossia "freddo", in riferimento al rigido clima del suo ambiente. Il nome specifico, cleelandi, è un riferimento al geologo Mike Cleeland.

## Paleobiologia

### Ciclo vitale
Come tutti gli anfibi, probabilmente, anche Koolasuchus aveva un proprio ciclo vitale, da girino ad adulto. Come salamandre e tritoni moderni, forse, in età giovanile questi animali erano muniti di branchie esterne, che durante la crescita sparivano pian piano permettendo all'animale di respirare aria ed, eventualmente, avventurarsi sulla terraferma.

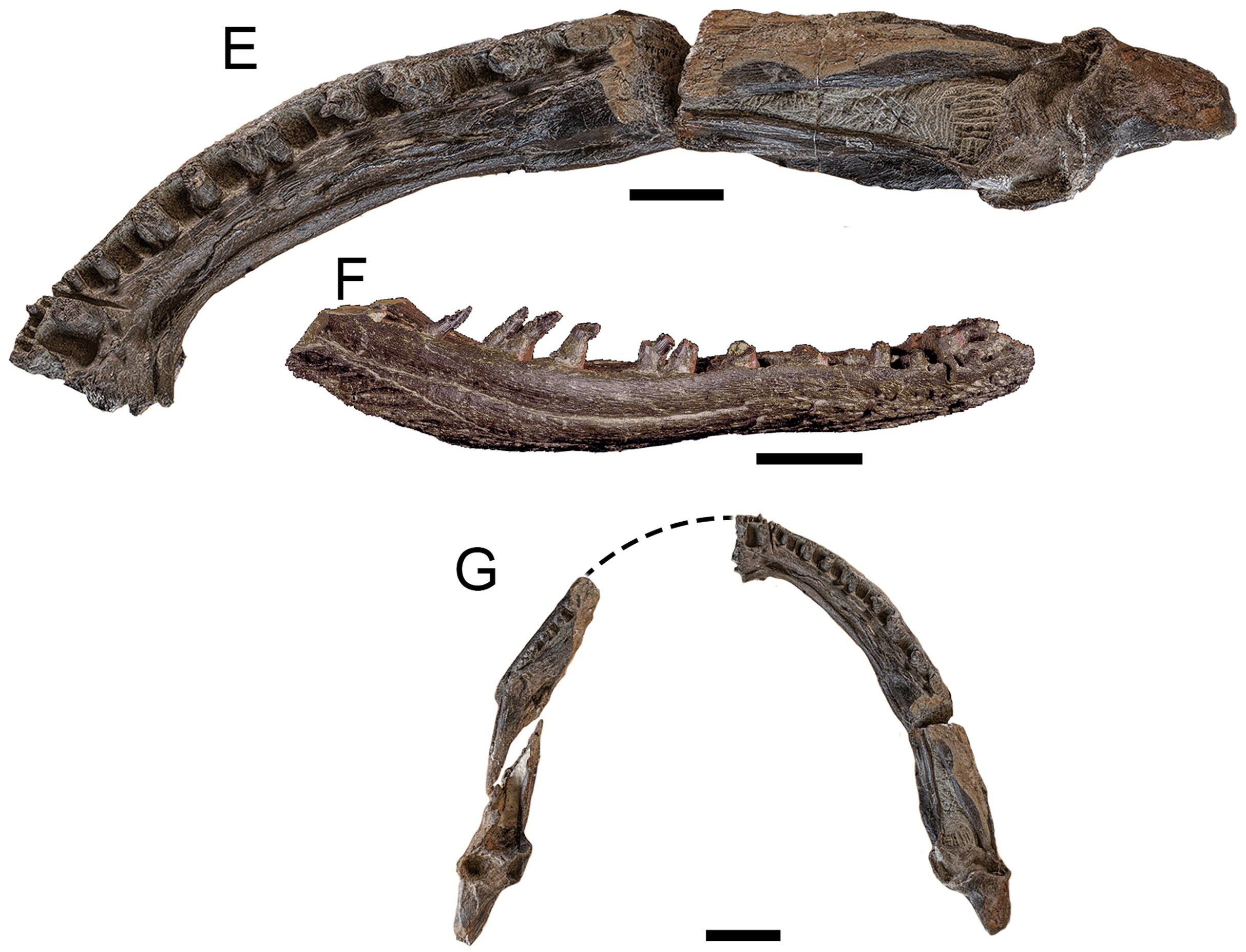
Mandibole di Koolasuchus cleelandi

### Alimentazione
Koolasuchus era certamente un animale predatore che tendeva agguati lungo le rive o acquattato sui fondali. La sua ampia bocca gli avrebbe permesso di ingoiare animali di piccola-media taglia quali pesci, rettili, uccelli, piccoli mammiferi come Steropodon e probabilmente anche piccoli dinosauri come Leaellynasaura e Qantassaurus, che si abbeveravano dalle basse pozze e da fiumi in cui viveva. Le sue prede abituali, però, dovevano essere i pesci: a causa dell'estrema ampiezza di testa e bocca, Koolasuchus doveva essere in grado di catturare i pesci standosene in attesa sul fondo e aprendo improvvisamente le fauci, risucchiando l'acqua e le sue prede. Questo è un comportamento simile a quello adottato dal suo più stretto parente vivente, la salamandra gigante giapponese.

## Paleoecologia
Koolasuchus viveva le valli fluviali del sud dell'Australia, durante il Cretaceo inferiore. Durante quel periodo, quest'area era sotto il circolo polare antartico e le temperature erano relativamente fredde, per il Mesozoico. Sulla base delle rocce a grana grossa, in cui sono stati ritrovati i resti di Koolasuchus probabilmente l'animale viveva in corsi d'acqua in perenne movimento. Sebbene i coccodrilli fossero comuni durante il Cretaceo inferiore, essi erano assenti nell'Australia meridionale di 120 milioni di anni fa, probabilmente a causa del freddo clima; in questo modo gli ultimi temnospondili furono protetti dalla competizione. Si pensa che Koolasuchus fosse in grado di sopravvivere al rigido clima ibernandosi durante l'inverno, come le odierne salamandre. Tuttavia, circa 110 milioni di anni fa, (come dimostrato dalle rocce della località Dinosaur Cove) le temperature diventarono molto più calde, permettendo a rettili e coccodrilli di colonizzare il territorio. L'arrivo della concorrenza degli pseudosuchi ha probabilmente giocato un ruolo determinante nell'estinzione di Koolasuchus, che infatti scompare nelle formazioni rocciose più recenti.

## Nella cultura di massa
A causa della frammentarietà dei suoi resti Koolasuchus non è un animale molto famoso, tuttavia egli appare brevemente in alcuni documentari e serie tv:
- Koolasuchus appare ufficialmente per la prima volta nel documentario della BBC Nel mondo dei dinosauri, nel quinto episodio Gli spiriti della Foresta Glaciale. Nel documentario è stato riportato in vita attraverso l'utilizzo di animatroni e CGI. L'animale è raffigurato come un cacciatore d'agguato, che si nutriva di pesci e piccoli dinosauri, come Leaellynasaura che si avvicinavano troppo al bordo dell'acqua;[7]
- Koolasuchus fa una breve comparsa anche nel film della Disney Dinosauri, dove mangia per errore l'uovo del protagonista salvo poi risputarlo e allontanarsi infastidito;
- Nel telefilm britannico Primeval, appare una creatura chiamata "labirintodonte" che molti fan hanno identificato come un Koolasuchus. Tuttavia la creatura non è minimamente riconducibile all'animale ed è più che altro un animale di fantasia. Inoltre nella serie è chiamato anche "Verme di Witchfield";
- Koolasuchus è uno fra i tanti anfibi utilizzabili nel gioco per dispositivi portatili Jurassic World - The Game. Una volta portato al livello 40, è possibile ibridare l'animale con Sarcosuchus, creando l'ibrido Koolasaurus.